# Groeninx van Zoelen

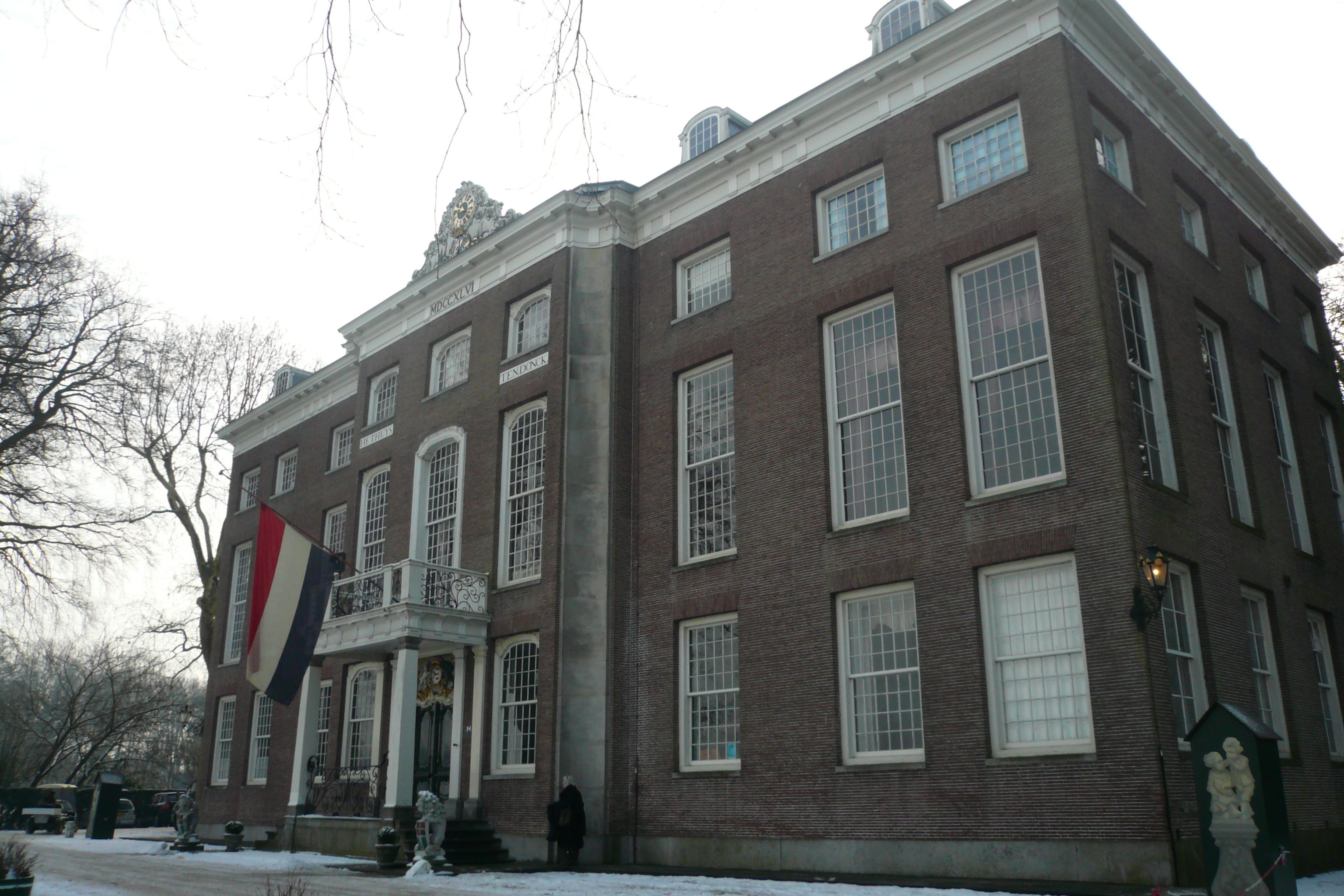
Hoofdgebouw Huys ten Donck

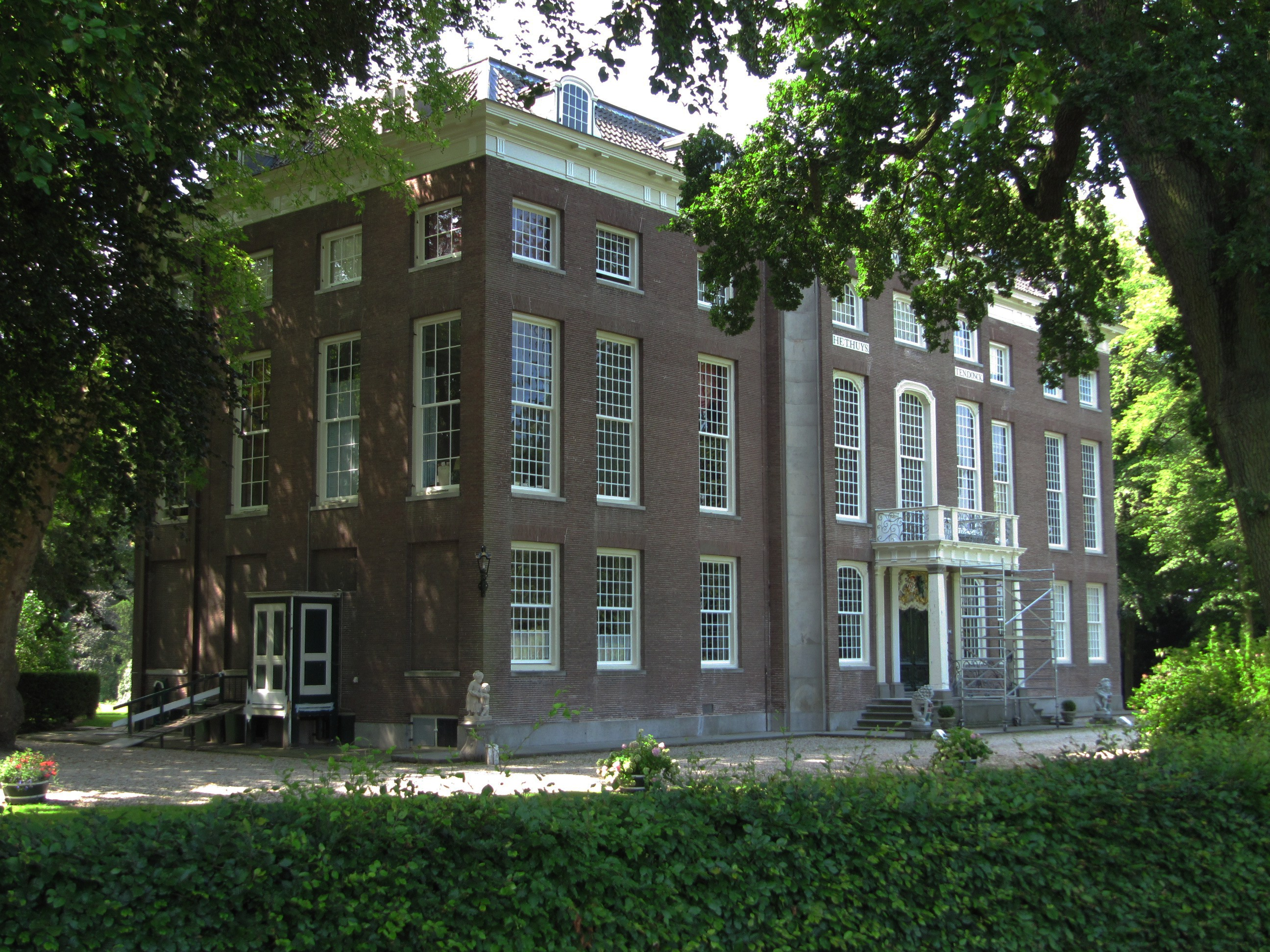
Hoofdgebouw Huys ten Donck

Groeninx van Zoelen is een Nederlands geslacht waarvan leden vanaf 1815 tot de Nederlandse adel behoren.

## Geschiedenis
De stamreeks begint met Mattheus Marinusz. Groeninck die vanaf 1534 vermeld wordt. Een nazaat, mr. Cornelis Groeninx, heer van Ridderkerk (1671-1750) trouwde in 1702 met Katharina van Zoelen (1684-1754) en hun zoon mr. Otto Groeninx van Zoelen (1704-1758) kreeg bij zijn doop in 1704 de familienaam Groeninx van Zoelen. De geschiedenis van de familie Groeninx is nauw verbonden met die van Huys ten Donck dat door het huwelijk met de genoemde Van Zoelen in het bezit van de familie Groeninx kwam; het is nog steeds in haar bezit.
Bij KB van 16 september 1815 werd Otto Paulus Groeninx van Zoelen (1767-1848) verheven in de Nederlandse adel; bij KB van 29 mei 1832 werd hem de titel van baron bij eerstgeboorte verleend.

## Enkele telgen
Aegidius Groeninx (1639-1689), schepen en burgemeester van Rotterdam
- Mr. Cornelis Groeninx, heer van Ridderkerk (1671-1750), schepen van Rotterdam; trouwde in 1702 met Katharina van Zoelen (1684-1754)
  - Mr. Aegidius Groeninx, heer van Capelle aan den IJssel (1703-1737), vroedschap van Rotterdam, bewindhebber OIC
  - Mr. Otto Groeninx van Zoelen, heer van Ridderkerk (1704-1758), burgemeester van Rotterdam. Hij liet in 1746 het nieuwe Huys ten Donck bouwen.
    - Mr. Cornelis Groeninx van Zoelen, heer van Ridderkerk (1740-1791), burgemeester van Rotterdam
      - Jacoba Elisabeth Groeninx van Zoelen (1764-1784); trouwde in 1784 met jhr. mr. Paulus van der Heim (1753-1823), minister, lid van de familie Van der Heim
      - Mr. Otto Paulus baron Groeninx van Zoelen, heer van Ridderkerk (1767-1848), maire van Ridderkerk, raad van Rotterdam, lid provinciale staten, lid dubbele Staten-Generaal der Verenigde Nederlanden, lid Tweede Kamer. Hij liet in 1828 de familiebegraafplaats bij Huys ten Donck aanleggen.
        - Mr. René Frédéric baron Groeninx van Zoelen, heer van Ridderkerk, Oud- en Nieuw-Herkingen en Roxenisse (1800-1858), lid Eerste Kamer
          - Mr. Otto Frédéric baron Groeninx van Zoelen, heer van Ridderkerk, Oud- en Nieuw-Werkingen en Roxenisse (1839-1927)
          - Jhr. mr. Frédéric Willem Eduard Groeninx van Zoelen (1844-1922); trouwde in 1877 met jkvr. Agneta Hendrika van de Poll (1857-1933), dame du palais, waarnemend grootmeesteres van de koningin
            - Jhr. Willem Gerard Groeninx van Zoelen, heer van Ridderkerk (1880-1963)
              - Jhr. Frederik Willem Edzard Groeninx van Zoelen, heer van Ridderkerk (1924-2010); trouwde in 1973 met Marie Liliane Isabelle Joséphine Julie Edmée Elisabeth Waller (1933-2011), die trouwde in 1955 met dr. Erich Alfred Filz Edler von Reiterdank (1902-1973), ambassadeur van Oostenrijk in Nederland, lid van de familie Filz von Reiterdank
                - Jkvr. Catharina Marie Amélie Adela Elisabeth Leopoldine Groeninx van Zoelen (1974), eigenaresse en bewoonster van Huis ten Donck

            - Jkvr. Adolphine Agneta Groeninx van Zoelen (1885-1967), grootmeesteres van koningin Juliana; trouwde in 1911 met Evert Walraven baron van Heeckeren van Molecaten (1879-1942)
              - Walraven Jacob baron van Heeckeren van Molecaten (1914-2001), particulier secretaris van koningin Juliana

            - Jhr. Robert Frédéric Groeninx van Zoelen (1889-1979), journalist en fascistisch politicus
- Mr. Vasters Groeninx (1640-1690), schepen en raad van Rotterdam
- Mr. Marinus Groeninx (1655-1730), vroedschap en burgemeester van Rotterdam, bewindhebber OIC